# يايان رويان
يايان رويان (بالإندونيسية: Yayan Ruhian)‏ هو ممثل إندونيسي، ولد في 19 أكتوبر 1968 بتاسيكمالايا في إندونيسيا.

## أعمال

### أفلام
- (2011)  ريدمبشن[6]
- (2015)  القوة تنهض[7]
- (2019)  بارابيلوم

## وصلات خارجية
- يايان رويان على موقع IMDb (الإنجليزية)
- يايان رويان على موقع روتن توميتوز (الإنجليزية)
- يايان رويان على موقع أول موفي (الإنجليزية)
- يايان رويان على موقع قاعدة بيانات الفيلم (الإنجليزية)